# الدانة (مسرحية)
الدانة، هي مسرحية كوميدية كويتية أول عروضها في 24 ابريل 1996 ، وتدور احداثها حول
مجموعة من تلاميذ مدرسة يذهب برفقة أستاذهم في رحلة بحرية لصيد الأسماك، وفي البحر يتعرضون لحادث غريب ويجدون أنفسهم في جزيرة، لكنهم يتفاجؤون بوجود مُدرسة وتميذاتها تعرضن لحادث مماثل منذ فترة، ثم تنقذهم الشرطة.

## طاقم العمل
- إبراهيم الحربي
- زهرة الخرجي
- إسماعيل الراشد
- حنان منصور
- مها حسين
- فواز الجابر
- رانيا محمود
- مروة محمود
- فواز الوهيب
- عبدالعزيز الصايغ
- فاطمة محمد
- بدر عبد الله